# Ярум Кая
Ярум Кая (на гръцки: Βράχος, Μπουρσάνα) е ниска планина в Драмско, Гърция.

## Описание
Ярум Кая е малка планина, разположена в югоизточната част на Драмско, западно от планинския комплекс Урвил (440 m). Разпростира се на изток от село Едирнеджик (Адриани, 160 m), на североизток от Пазарлар (Агора, 260 m) и на север Кавакли (Егирос, 370 m).
Скалите на планината са гнайс. Изкачването може да стане от село Агора за около 2 часа.
| Име      | Име                        | Височина | Местоположение         |
| -------- | -------------------------- | -------- | ---------------------- |
| Ярум Кая | Βράχος, Γιαρούμ Καγιά      | 692 m    | в централната част     |
| Гюврек   | Ξεροβούνι, Γκιουβρέκ Λόφος | 521 m    | СИ от Пазарлар (Агора) |
| Пазарлар | Πλαγιά, Παζαρλάρ           | 621 m    | СИ от Пазарлар (Агора) |